# 김범수 (1968년생 축구인)
김범수(한국 한자: 金凡琇, 1968년 8월 29일 ~ )는 대한민국의 전직 축구 선수이다. 현역 시절 포지션은 골키퍼였다.